# Orbitacolax williamsi
Orbitacolax williamsi is een eenoogkreeftjessoort uit de familie van de Bomolochidae. De wetenschappelijke naam van de soort is voor het eerst geldig gepubliceerd in 1989 door Cressey & Cressey.